# Wassily Hoeffding
Wassily Hoeffding   (Gorkovskoye, 12 de juny de 1914 - Chapel Hill, 28 de febrer de 1991) va ser un estadístic estatunidenc.

## Vida i Obra
Hoeffding va passar la seva primera infància a Tsàrskoie Seló (actual municipi de Puixkin, Rússia) a prop de Sant Petersburg fins al 1920, any en el qual la família va deixar Rússia per Dinamarca. El 1924 la família es va assentar a Berlín on va cursar els estudis secundaris fins al 1933 i, el mateix any, va començar estudis de ciències econòmiques. Aviat va veure que l'economia era massa vague i es va interessar pels fenòmens de la probabilitat i, l'any següent, va comenár estudis de matemàtiques a la universitat de Berlín. El 1940 va obtenir el doctorat amb una tesi d'estadística descriptiva. A continuació, i durant tota la Segona Guerra Mundial, va treballar a temps parcial com editor assistent de la revista Jahrbuch über die Fortschritte der Mathematik i com assistent de recerca al Berliner Hochschulinstitut für Versicherungswissenchaft (una escola de ciència actuarial).
El 1946 va emigrar als Estats Units i, després d'assistir a algunes classes a la Universitat de Colúmbia. va ser invitat per Harold Hotelling a unir-se al recentment creat departament d'estadística de la universitat de Carolina del Nord a Chapel Hill, on va fer la resta de la seva carrera acadèmica fins que es va retirar el 1979 i va ser professor emèrit fins a la seva mort.
Hoeffding va publicar nombrosos articles sobre estadística, destacant els seus treballs sobre tests per a les distribucions multinomials, sobre anàlisi seqüencial i sobre la teoria de l'estimació no-paramètrica.